# لاک‌پشت نرم‌کاسه چینی
لاک‌پشت نرم‌کاسه چینی (نام علمی: Pelodiscus sinensis) نام یک گونه از تیره لاک‌پشت‌های نرم‌کاسه است.